# Sam & Cat
Sam & Cat ist eine US-amerikanische Jugend-Sitcom und ein Ableger der Serien iCarly und Victorious. Die Serie handelt von zwei Schülerinnen, die zusammen neben der Schule ein Babysitter-Unternehmen betreiben, um ihre Ausgaben zu decken. Sam & Cat wurde von Dan Schneider entwickelt, der schon an der Produktion von Victorious, iCarly, Zoey 101 und Drake & Josh beteiligt war.
Die erste Folge wurde am 8. Juni 2013 von dem US-amerikanischen Fernsehsender Nickelodeon ausgestrahlt. Die erste und einzige Staffel umfasst 35 Episoden. Bei den Nickelodeon Kids’ Choice Awards 2014 erhielt die Serie den Award in der Kategorie Lieblings-TV-Serie.

## Handlung
Die Serie erzählt von den zwei Schülerinnen Sam Puckett und Cat Valentine, die auf die Highschool gehen und sich gemeinsam ein Zimmer bzw. eine Wohnung teilen. Um ihre Ausgaben zu decken, gründen sie ein Babysitter-Unternehmen.
Nach dem Aus von iCarly reist Sam von Seattle nach Los Angeles. Dabei trifft sie auf Cat, die aus Versehen in einen Müllwagen geladen wird. Sam rettet sie, und daraufhin freunden sich die beiden an und werden Mitbewohner.
Die Folgen sind in sich geschlossen und kehren an ihrem Ende im Wesentlichen zur Ausgangssituation zurück, hierbei werden auch Anschlussfehler in Kauf genommen.

## Figuren

### Hauptfiguren
Die Hauptfiguren von Sam & Cat sind die beiden Protagonistinnen Sam Puckett und Cat Valentine sowie deren Nachbar Dice.
Sam Puckett
Sam Puckett ist sehr rebellisch und muss daher oft in der Schule nachsitzen. Sie wird von ihren Freunden als „anstößig und unverantwortlich“ beschrieben. Zusammen mit Cat betreibt sie Sam & Cat’s Super cooler weltlustigster Babysitter Service, wo sie sich den Kindern gegenüber ebenso wenig verantwortungsbewusst benimmt wie sonst auch. Sam wurde schon mehrmals verhaftet. Sie nutzt Cats Sensibilität oft aus.
Cat Valentine
Cat Valentine ist meistens gut gelaunt, leicht zufriedenzustellen und wird von allen Schülern gemocht. Sie ist manisch veranlagt, hat deshalb starke Stimmungsschwankungen und ist sehr sensibel. Sie lässt sich oft von Sam oder anderen reinlegen, kann aber auch sehr sauer werden. Sie liebt ihre Großmutter (die von ihr Nona genannt wird), ihre lilafarbene Stoffgiraffe und die Fernsehserie „Jungs im Rock“.
Außerdem hat sie die Angewohnheit, viele Töne wie „Ding-Dong“ und „Klopf-Klopf“ laut zu wiederholen, wenn sie sie hört.
Dice
Dice ist Sams und Cats Nachbar und der Grund für ihr erfolgreiches Babysitter-Unternehmen. Er ist 12 Jahre alt und damit deutlich jünger als die beiden Mädchen. Er ist „cool“, ruhig und immer auf dem Laufenden. Er bringt oftmals ungewöhnliche Dinge mit und will sie verkaufen. Um Geld zu verdienen, tritt er auf Kindergeburtstagen auf. Er ist der Manager von Goomer. Seine Markenzeichen sind seine tollen Haare.
Nona
Nona ist Cats Großmutter. Sie wohnte zusammen mit Cat, zieht zu Beginn der Serie aber um in die Seniorenresidenz Elderly Acres. Sie besucht oft ihre Enkelin und erzählt dabei gern alte Geschichten, für die sich jedoch niemand interessiert.

### Weitere Figuren
Des Weiteren gehört eine Reihe wiederkehrender Nebenfiguren zum Ensemble der Serie.
Goomer
Goomer ist ein 27 Jahre alter professioneller Kämpfer der Mixed Martial Arts. Er tritt sehr naiv und äußerst kindisch auf. Sam und Cat wurden von Dice, der auch Goomers Manager ist, als Babysitter für Goomer engagiert. Der vorherige Manager hat ihm gekündigt, weil Goomer zu dumm gewesen sei. Sein korrekter Name lautet Geau Mer. Er ist von Mrs. Mer adoptiert worden.
Tandy
Tandy ist ein roter Roboter bei Bots. Er kann Gesichter erkennen, kann Suchwörter wie Google aufschlagen und kann Essen zu den Kunden bringen. Seine Zitate heißen „Oh nein“, „Ich flitze davon“ und „Menschen widern mich an“.
Gwen und Ruby
Gwen und Ruby sind zwei britische Mädchen, auf die Sam und Cat aufpassen. Dabei tricksen Gwen und Ruby ihre Babysitter aus, indem sie ihnen und Dice nicht existierende Produkte verkaufen.
Ethan und Bob
Ethan und Bob sind zwei Jungen und Söhne von einem Kunden von Sam und Cat. Die beiden treiben die Mädchen häufig in den Wahnsinn, da Ethan ständig sinnlose Fragen stellt und Bob ständig mit jemandem kuscheln will.
Dilben
Dilben ist ein sehr nerviger Junge, der im selben Haus wie Sam und Cat lebt, und andauernd behauptet, dass seinem Vater das Haus gehört. Dies stellt sich aber als Lüge heraus, in Wahrheit ist sein Vater ein Schuhverkäufer, der Schuhe für breitfüßige Frauen herstellt. Dilben trägt gerne Umhänge ohne jeden Grund und wird regelmäßig von Sam gedemütigt.
Chloe und Max
Chloe und Max sind zwei Kinder, auf die Sam und Cat öfter aufpassen. Sie treten oft mit ihrem kleinen Bruder Darby auf, der noch ein Baby ist. Melinda (Christina Hogue) ist die Mutter der drei.
Butler Torso
Butler Torso ist ein Kind, der 3-maliger Gewinner der Simsmeisterschaft ist. Er hatte Sam zu einer Simsmeisterschaft herausgefordert, jedoch lässt er Sam gewinnen, weil er von seiner Mutter schlecht gefühlt hat.
Mrs. Torso
Mrs. Torso ist die Mutter von Butler Torso. Sie möchte, dass ihr Sohn gewinnt, um den Vizepräsidenten der USA zu treffen. Sie ist auch die Managerin von ihrem Sohn.
John Zakappa
John Zakappa ist Goomers Erzrivale im MMA-Ring. Sein Spitzname im Ring lautet „Der Schädelzerbrecher“. Nachdem er von Goomer und später auch von Sam besiegt wurde, hegt er einen Groll gegen Sam. Aus Rache stahl er Sams Motorrad. Sam konnte ihm das Motorrad wieder abnehmen, außerdem haben Sam und Cat Zakappas kleinwüchsigen Freund Hector (Brad Williams) als Gegenrache mit nach Hause genommen. Der Name „Zakappa“ basiert auf dem russischen Wort Zabaka und bedeutet Hund.
Yorkvish
Yorkvish ist ein Verkäufer von dem Laden. Er macht oft Selfies.
Herb
Herb ist ein Nachbar von Sam und Cat, der immer wieder vor deren Fenster erscheint und mit den Mädchen eine Unterhaltung führt. Dank seiner zerlumpten Kleidung und seinen Eigenarten, verdorrtes Essen zu sich zu nehmen, verdreckte Sachen zu sammeln, und nicht zuletzt sich wenig zu rasieren, wird er oft für einen Obdachlosen gehalten. Jedoch erzählt er, er habe eine Eigentumswohnung und beteuert, dass sein Leben „fantastisch“ sei („My life's going great“/„Mein Leben ist fantastisch!“). Die Mädchen halten ihn für merkwürdig, freunden sich aber dennoch mit ihm an.
Nora Dershlit
Nora Dershlit ist ein wiederkehrendes Mädchen aus der Serie ICarly. Durch ihr Haustierhuhn Maurice ist sie aus dem Knast ausgebrochen, um Dice zu entführen. Als Cat Nora fragt, wo Dice ist, wurde sie ebenfalls von Nora gefangen genommen. Sam konnte Nora leicht besiegen und konnte Cat und Dice befreien. Sie wird am Ende der Folge in einem Hochsicherheitstrakt gebracht.
Melanie „Mel“ Puckett
Melanie ist Sams Zwillingsschwester, welche schon bei iCarly auftauchte. Sie ist praktisch das komplette Gegenteil von Sam, denn sie ist freundlich, selbstlos und eine gute Schülerin. Sam benutzt sie für Streiche. Sie lebt in Vermont auf einem Internat, weswegen sie nur in einer einzigen Folge auftaucht.
Stacey Dillsen
Stacey Dillsen ist ein wiederkehrendes Mädchen bei Zoey 101. Sie hatte einen Schuh verloren, bei dem Unfall von dem Stahlrohr aus der Serie American Piper. Sie liegt nun im Krankenhaus.

## Produktion

### Entstehung
Die meistgesehenen Fernsehserien iCarly und Victorious des Senders Nickelodeon liefen im November 2012 bzw. im Februar 2013 aus. iCarly erreichte mit der Ausstrahlung des Serienfinales am 23. November 2012 in den Vereinigten Staaten 6,4 Millionen Zuschauer. Victorious wurde am 2. Februar 2013 nach 60 ausgestrahlten Episoden eingestellt. Nach den Erfolgen dieser Fernsehserien gab der Sender am 3. August 2012 bekannt, einen Ableger der Serien unter dem Arbeitstitel Sam & Cat in Auftrag zu geben. Dan Schneider, der bereits zuvor Serien für Nickelodeon entwickelte, wurde beauftragt, einen Piloten zu produzieren. Sam & Cat ist nach The Amanda Show, Drake & Josh, Zoey 101, iCarly und Victorious die sechste Serie, die Dan Schneider für Nickelodeon entwickelte. Die Dreharbeiten für den Pilotfilm fanden im September statt.
Ende November 2012 wurden für die erste Staffel der Serie 20 Episoden bestellt. Im Juli 2013 wurde die Episodenanzahl der ersten Staffel verdoppelt, sodass diese nun auf 40 Episoden kommen sollte. Aufgrund von Unstimmigkeiten hinter der Kamera wurde die Produktion im April 2014 zunächst nach etwa 35 Episoden abgebrochen, drei Monate später wurde die Einstellung der Serie bekannt.

### Besetzung
Die beiden Protagonistinnen, Jennette McCurdy und Ariana Grande, haben ihre Rollen, welche sie in iCarly bzw. Victorious gespielt haben, behalten.
In der Serie traten die Cousinen Sophia Grace und Rosie auf. Zudem erhielten mehrere Schauspieler, die durch die beiden vorausgegangenen Serien iCarly und Victorious bekannt sind, kleinere Gastauftritte, darunter: Eric Lange, Jerry Trainor und Elizabeth Gillies.

### Produktionsprozess
Zu Beginn wird das Drehbuch von den Autoren in Gruppenarbeit entworfen und schließlich vom Hauptautor ausformuliert. Anschließend treffen sich die Autoren, Produzenten und die Hauptbesetzung zu einer Leseprobe, dem „Table Read“. Dabei werden Verfeinerungen am Drehbuch vorgenommen. In der gleichen Woche beginnt die Verfilmung der Folge. Dies dauert in der Regel drei bis vier Tage. Nachdem die Folge aufgezeichnet ist, beginnen die Filmeditoren mit dem Schnitt und der Nachbearbeitung der Folge.

### Dreharbeiten

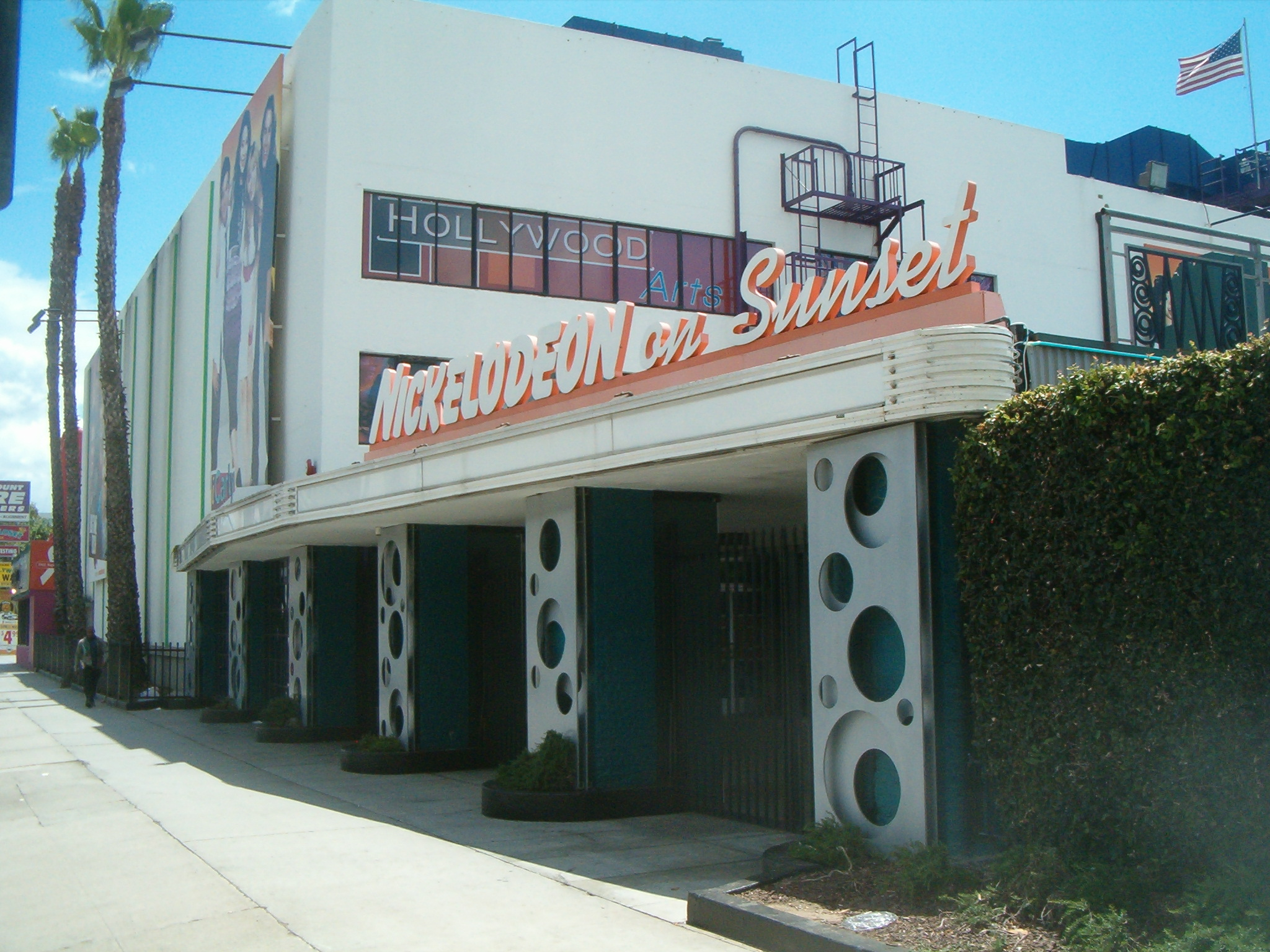
Der Drehort von Sam & Cat, die Nickelodeon Studios am Sunset Boulevard

Die Serie wird, wie bereits ihre Vorgänger, in den Nickelodeon Studios am Sunset Boulevard in Hollywood, Kalifornien gedreht.
Die Dreharbeiten der ersten und einzigen Staffel begannen am 31. Januar 2013.

## Besetzung und Synchronisation
Die deutsche Synchronisation erfolgte durch die Synchronfirma EuroSync GmbH in Berlin, wobei Ulrike Lau Dialogregie führte.

### Hauptdarsteller
| Rolle                         | Darsteller            | Hauptrolle (Folgen) | Nebenrolle (Folgen) | Synchronsprecher      |
| ----------------------------- | --------------------- | ------------------- | ------------------- | --------------------- |
| Sam Puckett / Melanie Puckett | Jennette McCurdy      | 1.01–1.35           |                     | Anne Helm             |
| Cat Valentine                 | Ariana Grande         | 1.01–1.35           |                     | Jill Schulz           |
| Dice                          | Cameron Ocasio        | 1.01–1.35           |                     | Vincent Borko         |
| Nona                          | Maree Cheatham        |                     | 1.01–1.35           | Katarina Tomaschewsky |
| Goomer                        | Zoran Korach          |                     | 1.04–1.34           | Jaron Löwenberg       |
| Herb                          | Ronnie Clark          |                     | 1.13–1.33           | Elmar Gutmann         |
| Tammy Yanks                   | Lauren Gores          |                     | 1.30–1.34           | Nadine Heidenreich    |
| Max                           | Griffin Kane          |                     | 1.01, 1.04, 1.16    | Ben Hadad             |
| Chloe                         | Emily Skinner         |                     | 1.01, 1.04, 1.16    |                       |
| Gwen                          | Sophia Grace Brownlee |                     | 1.03, 1.11          | Zalina Sanchez        |
| Ruby                          | Rosie Mcclelland      |                     | 1.03, 1.11          |                       |
| Del DeVille                   | Myko Olivier          |                     | 1.15, 1.34          | Daniel Welbat         |

### Gastdarsteller
| Rolle              | Darsteller            | Folge | Synchronsprecher           |
| ------------------ | --------------------- | ----- | -------------------------- |
| Melinda            | Christina Hogue       | 1.01  | Esra Vural                 |
| Limousinen-Fahrer  | Mayank Bhatter        | 1.01  | Stefan Gossler             |
| Elaine             | Katherine Von Till    | 1.02  | Wicki Kalaitzi             |
| Jeff Du Shell      | Ben Giroux            | 1.02  | Felix Spieß                |
| Mr. Sikowitz       | Eric Lange            | 1.09  | Bernd Vollbrecht           |
| Mrs. Mer           | Indira G. Wilson      | 1.09  | Anke Reitzenstein          |
| Alexa Bickley      | Olivia Rose Keegan    | 1.10  | Marie Christin Morgenstern |
| DJ                 | Burl Moseley          | 1.13  | Tino Kießling              |
| Kip                | Todd Duffey           | 1.19  | Tino Kießling              |
| Bree-Zay           | Ari Herstand          | 1.16  | Valentin Stilu             |
| Sylvia Burke       | Penny Marshall        | 1.17  |                            |
| Janice Dobbins     | Cindy Williams        | 1.17  | Joseline Gassen            |
| Stacey Dillsen     | Abby Wilde            | 1.20  | Farina Brock               |
| Officer Kelvin     | Scott Baio            | 1.21  | Charles Rettinghaus        |
| Jepson             | Garrett Boyd          | 1.22  | Patrick Baehr              |
| Jade West          | Elizabeth Gillies     | 1.23  | Annina Braunmiller         |
| Robbie Shapiro     | Matt Bennett          | 1.23  | Konrad Bösherz             |
| Freddie Benson     | Nathan Kress          | 1.23  | Christian Zeiger           |
| Marissa Benson     | Mary Scheer           | 1.23  | Christin Marquitan         |
| Jerry Trainor      | Jerry Trainor         | 1.27  | Julien Haggège             |
| Crazy Steve        | Jerry Trainor         | 1.30  | Julien Haggège             |
| Kim                | Isabella Day          | 1.29  | Zalina Sanchez             |
| Matyoo             | Todd Sherry           | 1.29  | Klaus-Peter Grap           |
| Glenda             | Amaris Davidson       | 1.29  | Silvia Mißbach             |
| Nora Dershlit      | Danielle Morrow       | 1.30  | Marie-Luise Schramm        |
| Gibby Gibson       | Noah Munck            | 1.30  | Leonard Walenta            |
| Nevel A. Papperman | Reed Alexander        | 1.30  | Sami El-Sabkhawi           |
| Coco Wexler        | Jessica Chaffin       | 1.32  | Kathrin Gaube              |
| Rita Rooney        | Gillian Iliana Waters | 1.33  | Nadine Heidenreich         |
| Tandy              | Dan Schneider         |       | Jeffrey Wipprecht          |

## Episodenliste
| Staffel   | Episoden | Ausstrahlung (USA) Nickelodeon | Ausstrahlung (D/A/CH) Nickelodeon       |
| --------- | -------- | ------------------------------ | --------------------------------------- |
| Staffel 1 | 35       | 8. Juni 2013 bis 17. Juli 2014 | 28. September 2013 bis 8. November 2014 |

Der Originaltitel jeder Episode wird als Hashtag geschrieben. Die Episoden erzählen in rund 23 Minuten eine in sich abgeschlossene Geschichte, sodass sie sich mit Werbeunterbrechungen zur halbstündigen Ausstrahlung eignen. Die Ausstrahlungsreihenfolge entspricht in den Vereinigten Staaten nicht der Produktionsreihenfolge. In den Vereinigten Staaten fand die Erstausstrahlung der neuen Episoden meist samstags zur Hauptsendezeit auf Nickelodeon statt, wobei nicht jede Woche eine neue Folge ausgestrahlt wurde.
| Nr. | Deutscher Titel                                 | Originaltitel                              | Erstausstrahlung USA | Deutschsprachige Erstausstrahlung (D/A/CH) | Regie          | Drehbuch                                                           | Zuschauer (USA) | Prod. Code |
| --- | ----------------------------------------------- | ------------------------------------------ | -------------------- | ------------------------------------------ | -------------- | ------------------------------------------------------------------ | --------------- | ---------- |
| 1 | #Müllbad                                        | #Pilot                                     | 8. Juni 2013         | 28. Sep. 2013                              | Steve Hoefer   | Dan Schneider                                                      | 4,16 Mio.       | 101        |
| Sam Puckett und Cat Valentine werden Zimmergenossinnen, nachdem Sam Cat aus einem Fahrzeug der Müllabfuhr gerettet hat. Schließlich beginnen sie Kinder zu babysitten, um damit Geld zu verdienen. |                                                 |                                            |                      |                                            |                |                                                                    |                 |            |
| 2 | #Lieblingsserie                                 | #FavoriteShow                              | 15. Juni 2013        | 5. Okt. 2013                               | Steve Hoefer   | Dan Schneider                                                      | 2,58 Mio.       | 102        |
| Cat muss erfahren, dass ihre Lieblingsserie Jungs im Rock trotz großer Beliebtheit abgesetzt wird. Sie nimmt Sam und die Kinder, auf die sie aufpassen, mit zum Studio, wo sie den Produzenten der Serie wegen deren Einstellung beschimpft, doch der gibt die Schuld dem Sender. Als der Produzent losfährt, springt Cat auf die Windschutzscheibe seines Wagens und fährt so quer durch Los Angeles. Inzwischen trickst Sam die Crew der Serie aus, sodass sie die Inneneinrichtung statt in ein Lagerhaus in Cats Wohnung senden, die Sam mit den neuen Sachen komplett umdekoriert. |                                                 |                                            |                      |                                            |                |                                                                    |                 |            |
| 3 | #BritBratzen                                    | #TheBritBrats                              | 22. Juni 2013        | 12. Okt. 2013                              | Adam Weissman  | Dan Schneider & Jake Farrow                                        | 3,11 Mio.       | 104        |
| Sam und Cat babysitten zwei britische Mädchen namens Ruby und Gwen, die jedoch Dice und Cat austricksen. Gaststars: Sophia Grace und Rosie als Ruby und Gwen |                                                 |                                            |                      |                                            |                |                                                                    |                 |            |
| 4 | #Ziegensitter                                   | #NewGoat                                   | 29. Juni 2013        | 19. Okt. 2013                              | Steve Hoefer   | Dan Schneider & Warren Bell                                        | 2,96 Mio.       | 103        |
| Sam passt für Dice auf eine Ziege auf. Dilben, der Sohn des Hausbesitzers, verlangt, dass sie die Ziege sofort abgeben, und droht damit sonst seinen Vater zu rufen. Außerdem müssten die beiden einen erwachsenen Vormund haben, sonst flögen sie aus der Wohnung. Sie präsentieren Goomer als ihren Vormund, doch dann stellt sich heraus, dass Dilben nur ein Hochstapler ist und den wahren Eigentümer überhaupt nicht kennt. |                                                 |                                            |                      |                                            |                |                                                                    |                 |            |
| 5 | #ExtremSpeedSimsen                              | #TextingCompetition                        | 13. Juli 2013        | 2. Nov. 2013                               | Russ Reinsel   | Dan Schneider & Christopher J. Nowak                               | 3,38 Mio.       | 108        |
| Cat passt auf den Jungen Butler auf, der sich auf einen SMS-Schnellschreibewettbewerb vorbereitet. Sam meldet sich auch für diesen Wettbewerb an, was Butlers Mutter unbedingt zu verhindern versucht, damit ihr Sohn gewinnt und dabei sogar Sam sabotiert. Am Ende lässt Butler Sam gewinnen, um sich damit an seiner Mutter zu rächen. |                                                 |                                            |                      |                                            |                |                                                                    |                 |            |
| 6 | #BabysitterDuell                                | #BabysitterWar                             | 20. Juli 2013        | 9. Nov. 2013                               | Steve Hoefer   | Dan Schneider & Christopher J. Nowak                               | 3,29 Mio.       | 105        |
| Als ein Kind Sam und Cat als die besten Babysitter der Welt bezeichnet, streiten die beiden darum, wer von ihnen gemeint war und jede versucht nun zu zeigen, dass sie die bessere Babysitterin ist. |                                                 |                                            |                      |                                            |                |                                                                    |                 |            |
| 7 | #GoomersKampf                                   | #GoomerSitting                             | 27. Juli 2013        | 16. Nov. 2013                              | Adam Weissman  | Dan Schneider & Warren Bell                                        | 2,66 Mio.       | 106        |
| Da Dice unterwegs ist, bittet er Sam auf Goomer aufzupassen. Cat gibt ihm versehentlich die falsche Medizin, wodurch er temporär erblindet. Trotzdem hat er am folgenden Tag einen MMA-Kampf. |                                                 |                                            |                      |                                            |                |                                                                    |                 |            |
| 8 | #WettKrabbelklettern                            | #ToddlerClimbing                           | 3. Aug. 2013         | 23. Nov. 2013                              | Adam Weissman  | Dan Schneider & Jake Farrow                                        | 2,87 Mio.       | 107        |
| Sam und Cats Babysitting-Service erhält auf einem Internetportal schlechte Bewertungen, wodurch sie Kunden verlieren. Freddie findet für die beiden heraus, dass diese von der Konkurrenz stammen. Daraufhin schleusen sie mit Nonas Hilfe, die sich als seine Oma ausgibt, Dice bei den anderen Babysittern ein. Dort stellt er fest, dass ihre Konkurrenten kleine Babys an Kletterwänden hoch klettern lassen und Wetten darauf annehmen, welches Baby gewinnt. |                                                 |                                            |                      |                                            |                |                                                                    |                 |            |
| 9 | #MamaGoomer                                     | #MommaGoomer                               | 10. Aug. 2013        | 30. Nov. 2013                              | Dan Frischman  | Dan Schneider & Christopher J. Nowak                               | 2,48 Mio.       | 111        |
| Goomers Mutter kommt zu Besuch. Doch Goomers Mom hasst Kämpfen und Goomer hat ihr erzählt, er wäre Geschichtslehrer an der Hollywood Arts. Damit er nicht wieder nach Louisiana muss, leihen sich Sam und Cat Mr. Sikowitz' Raum aus und geben Goomer als Lehrer aus. Doch seine Mom merkt es und nimmt ihn mit. Auf dem Weg rettet er seine Mom vor Gangstern, Goomers Mom verliebt sich in einen Polizisten und er darf weiter in Los Angeles bleiben. Gaststar: Eric Lange als Mr. Sikowitz |                                                 |                                            |                      |                                            |                |                                                                    |                 |            |
| 10 | #DerBabysitterwerbespot                         | #BabysittingCommercial                     | 14. Sep. 2013        | 8. Feb. 2014                               | Steve Hoefer   | Dan Schneider & Warren Bell                                        | 2,33 Mio.       | 112        |
| Sam und Cat drehen fürs Fernsehen einen Werbespot. In diesem kommt Dice' Hund Opee vor. Die eigentliche Besitzerin von Opee (alias Cornelius) fordert Dice auf, ihr den Hund wiederzugeben. Um Opee behalten zu können, besorgen Sam und Cat einen gefährlichen Hund, der genauso wie Opee aussieht. |                                                 |                                            |                      |                                            |                |                                                                    |                 |            |
| 11 | #DieRacheDerBritbratzen                         | #RevengeOfTheBritBrats                     | 21. Sep. 2013        | 25. Jan. 2014                              | Adam Weissman  | Dan Schneider & Warren Bell                                        | 2,32 Mio.       | 109        |
| Gwen und Ruby wollen sich an Sam und Cat rächen: Sie schenken Sam einen Motorradhelm und Cat eine riesige Dose Bibbles. Gwen und Ruby klauen die Bibbles und lassen Cat denken, Sam habe sie gegessen. Dann pinken sie Sams Motorrad und Sam denkt, Cat wolle sich an ihr wegen der Bibbles rächen. Dadurch hassen sich die beiden. Nach und nach kommen beide auf den Gedanken, dass es Gwen und Ruby waren und spielen ihnen einen Streich. |                                                 |                                            |                      |                                            |                |                                                                    |                 |            |
| 12 | #MotorradWeg                                    | #MotorcycleMystery                         | 28. Sep. 2013        | 18. Jan. 2014                              | Steve Hoefer   | Dan Schneider & Jake Farrow                                        | 2,47 Mio.       | 110        |
| Sam, Dice und Goomer gehen zu einem MMA-Match, aber Cat muss für die Schule lernen. Dice gibt ihr Pong-Thwang, ein Getränk, das beim Lernen hilft. Jedoch kann man von Pong-Thwang Gedächtnisverlust kriegen. Als Sam, Dice und Goomer wieder zurückkommen, stellen sie fest, dass Cat blaue Haare hat, mit Handschellen an einen Mann gefesselt ist und Sams Motorrad weg ist. Cat findet in einer Nachricht heraus, dass sie zuerst zu Nona gegangen ist, um mit ihr die Haare zu färben. Dort fragte sie einen alten Mann, ob er sie mit Sams Motorrad zum MMA-Match fährt, der wollte aber zuerst zu Inside Out Burger. Als sie beim Inside Out Burger ankommen, treffen sie auf John Zakappa und den Mann, der an Cat gefesselt war. Es stellt sich heraus, dass John Zakappa das Motorrad gestohlen hat und Cat darum seinen Freund an sich gefesselt hat. |                                                 |                                            |                      |                                            |                |                                                                    |                 |            |
| 13 | #Geheimsafe                                     | #SecretSafe                                | 5. Okt. 2013         | 15. Feb. 2014                              | Adam Weissman  | Dan Schneider & Jake Farrow                                        | 1,97 Mio.       | 113        |
| Dice übernachtet bei Sam und Cat, doch diese lassen ihn nicht aus dem Haus. Damit er auf einem Kindergeburtstag tanzen kann, um Geld zu verdienen, sperrt er sie in einem Raum ein, zu dem ein Geheimsafe führt. Goomer holt die beiden schließlich heraus und sie sperren Dice zur Strafe dort ein. |                                                 |                                            |                      |                                            |                |                                                                    |                 |            |
| 14 | #AutschOscar                                    | #OscarTheOuch                              | 12. Okt. 2013        | 1. März 2014                               | Russ Reinsel   | Dan Schneider & Dave Malkoff                                       | 2,15 Mio.       | 115        |
| Sam und Cat passen auf einen Jungen namens Oscar auf. Oscar ist immer verletzlich und er soll alles, was auf dem Zettel steht tun. Sam und Cat versuchen Oscar zu helfen. Sie gehen zuerst zu Punchy's um Dice und Goomer zu sehen. Sie kaufen für Oscar einen Kaugummi aus Ballform, jedoch rollt die Kugel unter eine Bank. Als Oscar den Kaugummi holt, wird er von einem Boxer zerquetscht. Dann gehen sie zum Bots um was zu essen. Als er dem Roboter sagt, dass er mehr Käse haben will, spritzt der Roboter den Käse nicht auf die Nachos, sondern auf Oscars Gesicht. Zu guter Letzt gehen sie golfen. Als Oscar was trinken geht, wird er von den Golfschlägern ins Gesicht geschlagen. Zum Schluss sagte er, dass er den besten Tag seines Lebens hatte.                                                                                              |                                                 |                                            |                      |                                            |                |                                                                    |                 |            |
| 15 | #Puppensitten                                   | #DollSitting                               | 19. Okt. 2013        | 22. Feb. 2014                              | Steve Hoefer   | Dan Schneider & Christopher J. Nowak                               | 2,63 Mio.       | 114        |
| An Halloween bekommen Sam und Cat einen Auftrag: Sie sollen eine Puppe babysitten, die total gruselig ist. Währenddessen glaubt Cat, Dice in einen Affen verwandelt zu haben. |                                                 |                                            |                      |                                            |                |                                                                    |                 |            |
| 16 | #PeezyB                                         | #PeezyB                                    | 2. Nov. 2013         | 30. März 2014                              | Paul Coy Allen | Dan Schneider & Jake Farrow                                        | 3,00 Mio.       | 119        |
| Sam wird als Assistentin von dem Rapper Peezy B eingestellt. Jedoch ist das Babysitten ohne Sam ziemlich schwierig. Gaststar: Kel Mitchell als Peezy B |                                                 |                                            |                      |                                            |                |                                                                    |                 |            |
| 17 | #SalmonCat                                      | #SalmonCat                                 | 9. Nov. 2013         | 15. März 2014                              | Russ Reinsel   | Dan Schneider & Christopher J. Nowak                               | 2,36 Mio.       | 117        |
| Sam und Cat dürfen den Namen ihres Babysitting-Service nicht mehr tragen, denn er klingt ähnlich wie die Puppenserie Salmon Cat. Um den Namen behalten zu können, statten Sam und Cat den Stars der Serie, Sylvia und Janice, einen Besuch ab. Aber die beiden hassen sich. Sam und Cat versuchen, die beiden zu versöhnen, damit sie den Vertrag unterschreiben. Jedoch kämpfen sie miteinander und Sam und Cat dürfen den Namen behalten. |                                                 |                                            |                      |                                            |                |                                                                    |                 |            |
| 18 | #Zwillingitis                                   | #Twinfection                               | 16. Nov. 2013        | 8. März 2014                               | Steve Hoefer   | Dan Schneider & Jake Farrow                                        | 2,39 Mio.       | 116        |
| Sam spielt zuerst Cat einen Streich, dann spielt Cat Sam einen Streich. Um sich zu rächen, spielt Sam Cat wieder einen Streich. Sam sagt, sie hätte Zwillingitis und würde einen bösen Zwilling bekommen. |                                                 |                                            |                      |                                            |                |                                                                    |                 |            |
| 19 | #MeinPoober                                     | #MyPoober                                  | 23. Nov. 2013        | 22. März 2014                              | Steve Hoefer   | Dan Schneider & Warren Bell                                        | 2,91 Mio.       | 118        |
| Sam und Cat passen auf ein Mädchen namens Ellie auf, die ihren Stoffbären Poober überallhin mitnimmt. Ihre Mom bietet ihnen 500 $ an, wenn sie es schaffen, dass sie sich von Poober trennt. Schließlich schießen sie Poober in einer Rakete angeblich auf den Mond. Doch Ellie hat unbemerkt Poober durch Sam und Cats Geld umgetauscht. Die Rakete landet auf einem Friedhof, nachdem sie von jemandem beschossen wurde, der dachte, es sei ein UFO. Anmerkung: Woody, der Mann der die Rakete abgeschossen hat, ist eine Figur aus iCarly (Verkäufer im PearStore). |                                                 |                                            |                      |                                            |                |                                                                    |                 |            |
| 20 | #VerrücktNachDemSchuh                           | #MadAboutShoe                              | 30. Nov. 2013        | 5. Apr. 2014                               | Steve Hoefer   | Story: Lisa Lillien Teleplay: Dan Schneider & Christopher J. Nowak | 2,27 Mio.       | 120        |
| Sam isst alle Fleischbällchen auf, die Cat für eine Party gemacht hat. Als sie Zutaten für neue kaufen, findet Cat im Gebüsch einen pinken Schuh, der ihr gefällt, und sucht daraufhin den passenden zweiten. Dice findet heraus, dass ein Mädchen namens Stacey den Schuh bei einem Fahrradunfall verloren hat. Sam und Cat besuchen daraufhin Stacey im Krankenhaus, um ihr den Schuh wegzunehmen. Gaststar: Abby Wilde als Stacey Dillsen (aus der Serie Zoey 101) |                                                 |                                            |                      |                                            |                |                                                                    |                 |            |
| 21 | #DerMagischeGeldautomat                         | #MagicATM                                  | 4. Jan. 2014         | 17. Mai 2014                               | Adam Weissman  | Dan Schneider & Christopher J. Nowak                               | 3,15 Mio.       | 123        |
| Cat kauft jede Menge neuer Sachen. Als Sam misstrauisch wird, verrät ihr Cat, dass sie das Geld aus einem Bankautomaten hat, der auch ohne Bankkarte bei Eingabe einer bestimmten Zahlenkombination Bargeld ausgibt. Sie gehen daraufhin shoppen und überlassen Dice die Kinder, auf die sie aufpassen. Als sie wieder an dem Bankomaten Geld holen, erkennt der Ladenbesitzer was sie machen, und er ruft die Polizei. Die beiden werden festgenommen, während der Fahrt im Polizeiauto helfen sie, einen Kriminellen zu schnappen. Sie erhalten dafür eine Belohnung, mit der sie auch den entstandenen Schaden für die Bankautomaten-Sache begleichen können. |                                                 |                                            |                      |                                            |                |                                                                    |                 |            |
| 22 | #Lumpastisch                                    | #Lumpatious                                | 11. Jan. 2014        | 30. Aug. 2014                              | Russ Reinsel   | Dan Schneider & Jake Farrow                                        | 3,38 Mio.       | 122        |
| Sam und Cat schließen mit Jepson eine Wette ab, ob lumpastisch (im Original: lumpatious) ein wirkliches Wort ist. Als sie erfahren, dass es das Wort nicht gibt, fügen sie es dem Oxnard-Wörterbuch hinzu. |                                                 |                                            |                      |                                            |                |                                                                    |                 |            |
| 23 | #DerKillerthunfischSprung: #Freddie#Jade#Robbie | #TheKillerTunaJump: #Freddie #Jade #Robbie | 18. Jan. 2014        | 3. Mai 2014                                | Adam Weissman  | Dan Schneider & Warren Bell                                        | 4,84 Mio.       | 999        |
| Gaststars: Matt Bennett als Robbie Shapiro, Elizabeth Gillies als Jade West, Nathan Kress als Freddie Benson, Mary Scheer als Marissa Benson |                                                 |                                            |                      |                                            |                |                                                                    |                 |            |
| 24 | #YayDay                                         | #YayDay                                    | 20. Jan. 2014        | 10. Mai 2014                               | Steve Hoefer   | Dan Schneider & Warren Bell                                        | 2,93 Mio.       | 121        |
| Cat erfindet einen neuen Feiertag, den Yay Day, an dem man sich gegenseitig etwas schenkt. Sam macht nur unter der Bedingung mit, dass Cat am Vorabend nicht in ihrem Geschenk für sie schnüffelt. Doch Cat kommt in Versuchung und schleicht sich nachts nach unten. In ihrem Geschenk befinden sich ein Fußdeo und eine Mundspülung. Cat ist so sauer auf Sam, dass sie die Jacke, die sie für Sam gekauft hat, gegen ein altes Kissen eintauscht. Jedoch hat Sam nur die Schilder von Cats und Goomers Geschenk vertauscht und Cat bekommt ein neues Springseil. Am Ende entschuldigt Cat sich bei Sam. |                                                 |                                            |                      |                                            |                |                                                                    |                 |            |
| 25 | #BrainCrush                                     | #BrainCrush                                | 8. Feb. 2014         | 6. Okt. 2014                               | Dan Frischman  | Dan Schneider & Jake Farrow                                        | 2,74 Mio.       | 126        |
| Sam und Cat bemerken, dass alle in ihrer Umgebung nur noch mit einem Handyspiel beschäftigt sind und versuchen die Leute davon abzubringen. Doch immer mehr Menschen werden süchtig nach dem Spiel. |                                                 |                                            |                      |                                            |                |                                                                    |                 |            |
| 26 | #BlueDogSoda                                    | #BlueDogSoda                               | 15. Feb. 2014        | 7. Okt. 2014                               | Adam Weissman  | Dan Schneider & Christopher J. Nowak                               | 2,49 Mio.       | 127        |
| Das Lieblingsgetränk von Sam und Cat, Blue Dog Soda, wird verboten und die beiden Freundinnen beginnen mit der Hilfe von Goomer und Dice das Getränk selbst herzustellen. Dafür richten sie sich einen geheimen Raum ein, der nur über Nonas Tresor erreichbar ist. Doch der zuständige Beamte, der die Einhaltung der Verbots überwacht, kommt ihnen auf die Schliche. |                                                 |                                            |                      |                                            |                |                                                                    |                 |            |
| 27 | #DiePannenEpisode                               | #BlooperEpisode                            | 22. Feb. 2014        | 17. Okt. 2014                              | Adam Weissman  | Dan Schneider & Jake Farrow                                        | 2,72 Mio.       | 128        |
| Die Hauptdarsteller sitzen in der Drehpause in einem Restaurant und werden dort ständig von Fans der Serie Sam & Cat angesprochen, denen sie daraufhin einige Patzer (englisch Blooper) zeigen. Währenddessen warten sie sehnsüchtig auf ihr bestelltes Essen. |                                                 |                                            |                      |                                            |                |                                                                    |                 |            |
| 28 | #FresnoGirl                                     | #FresnoGirl                                | 15. März 2014        | 8. Okt. 2014                               | Steve Hoefer   | Dan Schneider & Christopher J. Nowak                               | 2,73 Mio.       | 129        |
| Sam und Cat haben einen neuen Babysitting-Auftrag. Sie sollen auf ein kleines Mädchen aufpassen und mit ihr für ihren Mathetest üben. Um sie zu motivieren versprechen sie ihr eine Puppe namens „Fresno Girl Doll“ zu kaufen. Doch als sie in den Laden kommen, merken sie, dass die Puppe völlig überteuert ist. Schließlich kaufen sie doch die Puppe, doch Sam zerstört sie daraufhin. Sie gehen zurück zu dem Laden um die Puppe reparieren zu lassen, was sie auch bezahlen müssen. |                                                 |                                            |                      |                                            |                |                                                                    |                 |            |
| 29 | #CatInDerBox                                    | #StuckInABox                               | 22. März 2014        | 9. Okt. 2014                               | Dan Frischman  | Dan Schneider & Warren Bell                                        | 2,46 Mio.       | 130        |
| Cat wird aus Versehen bei einem Zaubertrick von Dice in einer Box eingesperrt. |                                                 |                                            |                      |                                            |                |                                                                    |                 |            |
| 30 | #SuperPsycho                                    | #SuperPsycho                               | 29. März 2014        | 14. Okt. 2014                              | Steve Hoefer   | Dan Schneider & Warren Bell                                        | 3,96 Mio.       | 133        |
| Um sich an Sam zu rächen, bricht Nora, bekannt aus der Serie iCarly, aus dem Gefängnis aus und entführt Dice. |                                                 |                                            |                      |                                            |                |                                                                    |                 |            |
| 31 | #DankeDrohneDanke!                              | #DroneBabyDrone                            | 12. Apr. 2014        | 10. Okt. 2014                              | Russ Reinsel   | Dan Schneider & Jake Farrow                                        | 2,19 Mio.       | 131        |
| Ein Versandhändler bietet neuerdings an, die Lieferungen durch kleine Drohnen ausführen zu lassen, doch eine Drohne stürzt bei Sam und Cat in der Wohnung ab. Als die Probleme beseitigt zu sein scheinen, nimmt eine Drohne statt der Ware das Baby mit, auf das Sam und Cat aufpassen. Also gehen sie zusammen mit Nona zu dem Händler, um das Kind rechtzeitig zurückzubringen, bevor dessen Eltern kommen um es abzuholen. |                                                 |                                            |                      |                                            |                |                                                                    |                 |            |
| 32 | #Luxusprobleme                                  | #FirstClassProblems                        | 26. Apr. 2014        | 13. Okt. 2014                              | Steve Hoefer   | Dan Schneider & Christopher J. Nowak                               | 2,52 Mio.       | 132        |
| Sam und Cat passen auf ein reiches Geschwisterpaar auf, mit denen sie auf die Bahamas fliegen sollen. Cat freut sich schon auf den Flug erster Klasse, und trifft Coco am Terminal, doch vorher bringen Dice und Goomer noch die Timer für die Kinder vorbei. Aufgrund eines Missverständnisses werden die beiden als Terrorverdächtige verhaftet und verhört. Nachdem sie ausbrechen wird der Flughafen gesperrt. Gaststar: Jessica Chaffin als Coco Wexler (Figur aus der Serie Zoey 101) |                                                 |                                            |                      |                                            |                |                                                                    |                 |            |
| 33 | #K.O.                                           | #KnockOut                                  | 7. Juni 2014         | 15. Okt. 2014                              | Russ Reinsel   | Dan Schneider & Jake Farrow                                        | 2,44 Mio.       | 134        |
| Goomer glaubt, dass die erfolgreiche MMA-Kämpferin Rita Rooney ihn in der Sporthalle mobbt. Als er Sam und Cat mitnimmt, stellen sie fest, dass Rita ihn in Wirklichkeit mag und er ihre Signale nur falsch interpretiert. Als Rita einen Kampfpartner sucht, bietet sich Sam an und gewinnt überraschend gegen Rita. Daraufhin plant Dice einen großen Kampf zwischen Sam und Rita und engagiert deswegen eine erbarmungslose Trainerin für Sam. Weil Sam das harte Training nicht mag, sagt sie den Kampf ab, und schaut sich stattdessen lieber zuhause einen lustigen Film mit Cat, Dice und Goomer an, wo auch Rita mitkommt. |                                                 |                                            |                      |                                            |                |                                                                    |                 |            |
| 34 | #RockstarGeklaut                                | #WeStealARockStar                          | 12. Juli 2014        | 8. Nov. 2014                               | Steve Hoefer   | Dan Schneider & Christopher J. Nowak                               | 2,40 Mio.       | 135        |
| Als Sam aus Versehen den Musiker Del DeVille ausknockt, versuchen sie, Cat und Dice, nicht in Schwierigkeiten zu geraten. |                                                 |                                            |                      |                                            |                |                                                                    |                 |            |
| 35 | #VollPerückt                                    | #GettinWiggy                               | 17. Juli 2014        | 16. Okt. 2014                              | Russ Reinsel   | Story: Andrew Thomas Teleplay: Dan Schneider & Warren Bell         | 3,39 Mio.       | 136        |
| Dice reist mit Cat nach Arizona, um dort ein Cover als Haarmodel zu gewinnen. Allerdings hat er einen Rivalen namens Jett Sander, der unglaublich tolle Haare hat. Währenddessen zieht Nona bei Sam ein. Sam freut sich so sehr, da Nona tolle Sachen macht. |                                                 |                                            |                      |                                            |                |                                                                    |                 |            |

## Trivia
In der von Jennette McCurdy veröffentlichten Autobiografie I'm Glad My Mom Died: Meine Befreiung aus einer toxischen Mutter-Tochter-Beziehung geht es auch um den im Hintergrund ausgeübten Druck seitens der Produzenten auf die Darsteller.